# Timonius longistipulus
Timonius longistipulus är en måreväxtart som beskrevs av Elmer Drew Merrill. Timonius longistipulus ingår i släktet Timonius och familjen måreväxter. Inga underarter finns listade i Catalogue of Life.